# Шемет Ярослав Юрійович
Ярослав Юрійович Шемет (народився 26 січня 1996 в Харкові) — український диригент і педагог. Лектор та викладач Музичної академії Ігнація Падеревського в Познані, головний диригент Coloratura Opera Lab та Coloratura Opera Fest, засновник оркестрів як Musique Moderne та Polish Symphony Orhcestra.

## Життєпис
Художню освіту почав у віці трьох років. Навчався в дитячій музичній школі в місті Мерефа та в Харківській середній спеціалізованій музичній школі-інтернаті (ХССМШ-і), в Музичній академії Ігнація Падеревського в Познані та Віденському університеті музики й виконавського мистецтва (Австрія).
Свій перший симфонічний оркестр заснував в 13 років з учнів та випускників ХССМШ-і. Тоді ж дебютував як симфонічний диригент, гастролював у Німеччині, Австрії, Чехії, КНР, зокрема, з Hamburg Neue Philharmonie, Prague Symphony, Philharmonie der Nationen, INSO-Lviv, Filharmonia Poznańska, Filharmonia Sudecka, Filharmonia Opolska та іншими.
Виступав на фестивалях в Байроті, Гонконзі, Мюнхені. Співпрацював з такими солістами як Франческа Дего (Deutsche Gramophone soloist, Італія) і Ларс Даніельссон (Швеція).
Як диригент-постановник та музичний керівник Ярослав дебютував у 2018 році в Балтійській опері в Гданську в постановці опери «Шукачі перлів» Жоржа Бізе.
В якості запрошеного диригента співпрацює з Одеським та Львівськім оперними театрами.
Ярослав спеціалізується також у виконанні сучасної музики, має понад 40 прем'єр.
В 2018—2019 був диригентом та асистентом Оксани Линів — артдиректорки YSoU (Молодіжного симфонічного оркестру України).